# Langhorne Manor
Langhorne Manor è una borough degli Stati Uniti d'America, nella contea di Bucks nello Stato della Pennsylvania. Secondo il censimento del 2010 la popolazione è di 1 422 abitanti.

## Società

### Evoluzione demografica
La composizione etnica vede una maggioranza di quella bianca (94,28%), seguita dagli afroamericani (3,24%) dati del 2000.
| borough di Langhorne Manor Popolazione |       |
| 2000                                   | 927   |
| 2010                                   | 1.422 |